# Logania fasciculata
Logania fasciculata är en tvåhjärtbladig växtart som beskrevs av Robert Brown. Logania fasciculata ingår i släktet Logania och familjen Loganiaceae. Inga underarter finns listade i Catalogue of Life.